# Michałowo (Poznań)

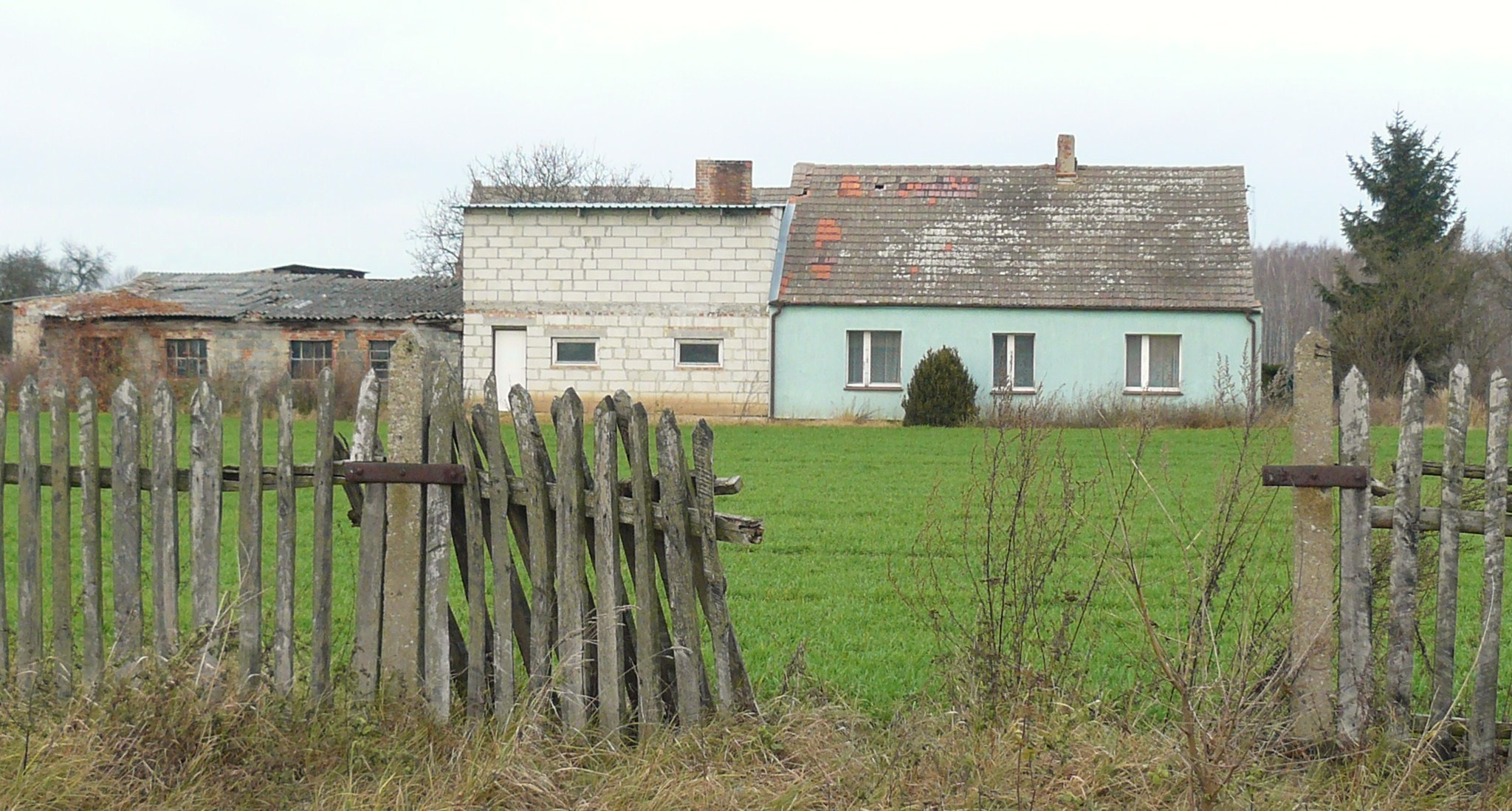
Stara zabudowa Michałowa

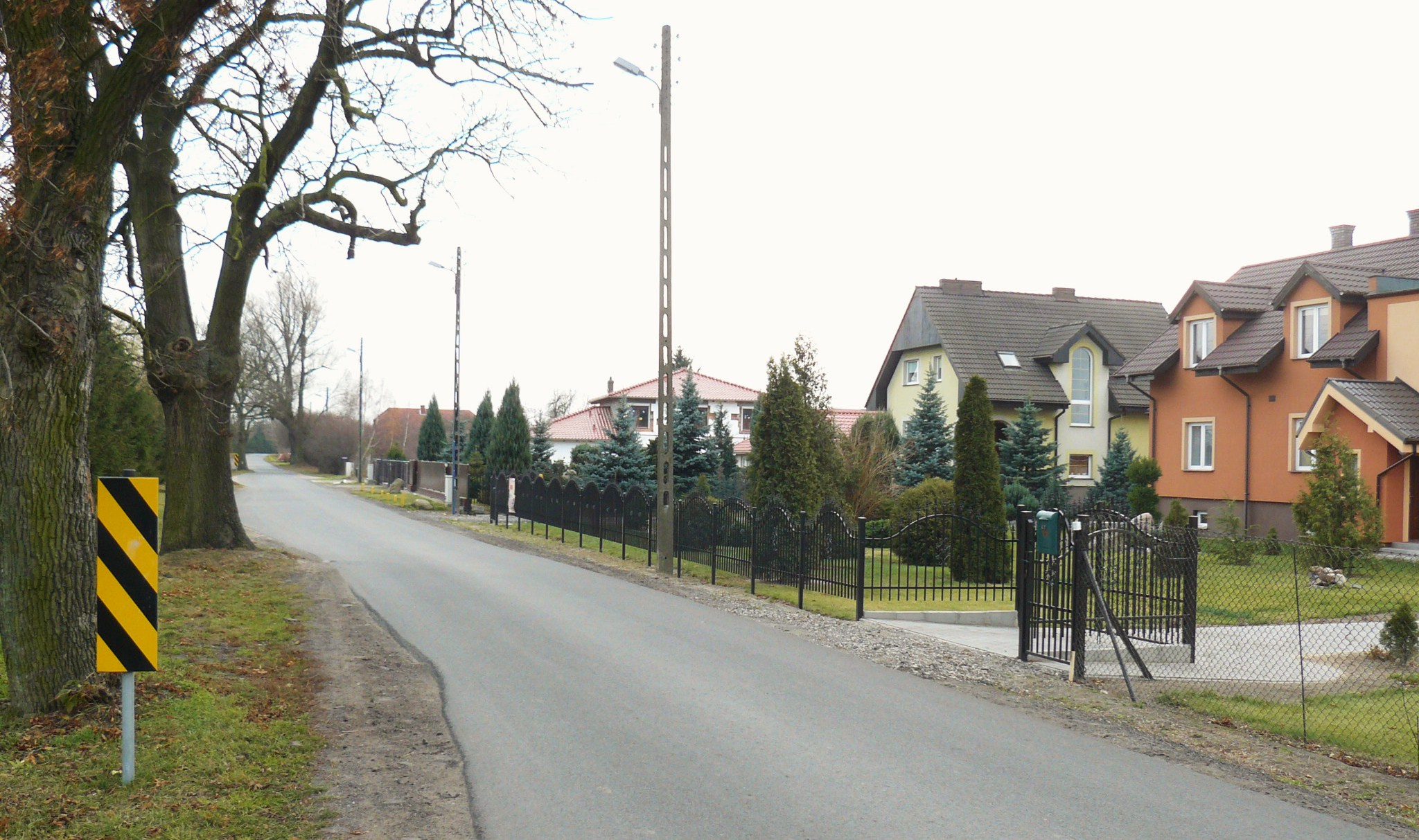
Nowa zabudowa Michałowa

Michałowo – niewielka część Poznania na południowy wschód od centrum miasta, w obrębie osiedla samorządowego Szczepankowo-Spławie-Krzesinki. 

## Historia
W 1942 roku Michałowo włączono w granice administracyjne Poznania (wcześniej funkcjonowało jako Michałowo-folwark w gminie Spławie). Wskutek dynamicznego rozwoju sąsiedniego Szczepankowa, gdzie od lat trzydziestych trwała intensywna budowa osiedla Komunalnej Kasy Oszczędności Miasta Poznania, Michałowo utraciło swoją odrębność i obecnie nie jest wyróżniane jako osobna jednostka administracyjna ani osiedle. W latach 70. XX wieku przy ulicy Michałowo 68 zbudowano areszt śledczy, który w 1991 zamieniono na ośrodek dla bezdomnych. W tej właśnie formie, oraz nazwie ulicy na Szczepankowie, upamiętniła się wieś Michałowo.